# Harvard (Nebraska)
Harvard és una població dels Estats Units a l'estat de Nebraska. Segons el cens del 2000 tenia 998 habitants.

## Demografia
Segons el cens del 2000, Harvard tenia 998 habitants, 385 habitatges, i 259 famílies. La densitat de població era de 602,1 habitants per km².
Dels 385 habitatges en un 31,7% hi vivien nens de menys de 18 anys, en un 56,6% hi vivien parelles casades, en un 7,8% dones solteres, i en un 32,7% no eren unitats familiars. En el 28,6% dels habitatges hi vivien persones soles el 13,2% de les quals corresponia a persones de 65 anys o més que vivien soles. El nombre mitjà de persones vivint en cada habitatge era de 2,51 i el nombre mitjà de persones que vivien en cada família era de 3,08.
Per edats la població es repartia de la següent manera: un 28,3% tenia menys de 18 anys, un 7,3% entre 18 i 24, un 23,8% entre 25 i 44, un 22,3% de 45 a 60 i un 18,2% 65 anys o més.
L'edat mediana era de 39 anys. Per cada 100 dones de 18 o més anys hi havia 84,5 homes.
La renda mediana per habitatge era de 29.350 $ i la renda mediana per família de 32.031 $. Els homes tenien una renda mediana de 26.667 $ mentre que les dones 17.159 $. La renda per capita de la població era de 13.077 $. Aproximadament el 12,5% de les famílies i el 15,2% de la població estaven per davall del llindar de pobresa.

## Poblacions més properes
El següent diagrama mostra les poblacions més properes.